# Wil Coort
Wilhelmus Theodora Antonius Emanuel Coort (* 29. Januar 1961) ist ein niederländischer Torwarttrainer.

## Spielerkarriere
Als Spieler war Wil Coort lediglich Amateur; als Torwart spielte er für das Hoofdklasse-Team von BVV Den Bosch und für das Team The Goal Getters. Seinen Lebensunterhalt verdiente er sich hauptberuflich bei der PTT. Als der BVV mit dem FC Den Bosch 1989 eine engere Zusammenarbeit einging, ergab sich für ihn die Chance, zu den Profis zu wechseln, doch er scheute vor dem Konkurrenzkampf zurück. Er erkannte, dass der Bedarf an Torwarttrainern groß war und sein Talent als Keeper ihn nicht weiterbringen würde. So machte er bereits in jungem Alter den Schritt ins Trainerfach, das er bei Frans Hoek lernte.

## Trainer
In der Funktion als Torwarttrainer war er zunächst acht Jahre für den FC Den Bosch tätig, ehe er 1997 die Nachfolge des zum FC Barcelona wechselnden Hoek beim AFC Ajax in Amsterdam antrat. Im Trainerteam von Morten Olsen war er für Nationalkeeper Edwin van der Sar (33 Ligaeinsätze) und seinen Ersatzmann Fred Grim (ein Spiel) verantwortlich. Am Ende der Saison 1997/98 wurde Ajax mit nur 22 Gegentoren (bei einer Tordifferenz von +90) Niederländischer Meister und gewann mit dem KNVB-Pokal auch das Double. Coort sagte später, er habe mit van der Sar damals bereits einen Topkeeper vorgefunden, dem er nicht mehr viel beibringen konnte, von dem er aber selbst Einiges gelernt habe.
Nach drei Jahren mit Platzierungen unter den ersten sechs und dem Gewinn des Pokals 1999 konnte Ajax mit Torwarttrainer Coort und den Torhütern Grim und Joey Didulica 2002 erneut das Double sowie mit der rumänischen Nummer eins Bogdan Lobonț und den späteren niederländischen Nationaltorhütern Maarten Stekelenburg und Sander Boschker 2004 noch einmal die Meisterschaft feiern. Unter Trainer Danny Blind wurde er im Frühjahr 2005 jedoch zum Jugendtrainer zurückgestuft.
Gemeinsam mit Cheftrainer Co Adriaanse, den Coort aus der gemeinsamen Zeit beim AFC Ajax 2000 und 2001 kannte, und Assistent Jan Olde Riekerink wechselte der Torwarttrainer im Sommer 2005 zum FC Porto. Das Trainerteam führte die Mannschaft mit dem etablierten ehemaligen Welttorwart Vítor Baía, der während der Saison durch den von Coort geformten Helton abgelöst wurde, zum Gewinn des Double. Helton wurde in der folgenden Saison erstmals in die brasilianische Nationalmannschaft berufen.
Schlagzeilen machte Coort bereits durch den Wechsel nach Porto; Aufsehen erregte ein Jahr später auch der Rücktritt Adriaanses, in dessen Zusammenhang Coort erneut durch die Meldungen der Sportpresse ging. Obwohl es zunächst hieß, er sei wie Riekerink aus Solidarität mit Adriaanse ebenfalls zurückgetreten, gab der Verein eine Woche später bekannt, dass Coort bleibe und die gesamte Verantwortung für die Torhüter von der ersten Mannschaft bis zur Jugend übernehme. Ihm zur Seite stand als Assistent dabei Baía, der seinen Stammplatz im Tor nicht von Helton zurückerobern konnte.
Bis Ende der Saison 2010/11 konnte Coort mit dem FCP fünf Meisterschaften, vier portugiesische Pokalsiege und den Gewinn der Europa League 2011 feiern.
Nach Zwischenstationen bei Zenit St. Petersburg, Schanghei und Olympique Marseille wurde er zur Saison 2021/22 Torwarttrainer beim FC Schalke 04, bei dem er Simon Henzler ablöste. Anfang März 2022 wurde er mit dem Cheftrainer Dimitrios Grammozis freigestellt.